# Elecciones generales de Bermudas de 2025
Las elecciones generales de las Bermudas de 2025 se llevaron a cabo el 18 de febrero del mencionado año para elegir a los 36 miembros de la Cámara de la Asamblea.

## Sistema electoral
La Asamblea de las Bermudas está compuesta por 36 miembros, elegidos por mayoría simple en distritos electorales uninominales.

## Resultados
| Partido                            | Partido                            | Votos  | %     | Escaños | +/–         |
| ---------------------------------- | ---------------------------------- | ------ | ----- | ------- | ----------- |
|                                    | Partido Laborista Progresista      | 12,300 | 49.64 | 25      | 5           |
|                                    | Alianza Una Bermudas               | 9,133  | 36.86 | 11      | 5           |
|                                    | Movimiento Democrático Libre       | 949    | 3.83  | 0       | Sin cambios |
|                                    | Grupo Imperial                     | 116    | 0.47  | 0       | Nuevo       |
|                                    | Independientes                     | 2,281  | 9.21  | 0       | Sin cambios |
| Votos nulos/en blanco              | Votos nulos/en blanco              |        | –     | –       | –           |
| Total                              | Total                              | 24,779 | 100   | 36      | –           |
| Votantes registrados/participación | Votantes registrados/participación | 45,064 | 54.99 | –       | –           |
| Fuente:elections.gov.bm/results    |                                    |        |       |         |             |